# Alen Mordej
Alen Mordej (Celje, 13 marzo 1990) è un allenatore di calcio a 5 e giocatore di calcio a 5 sloveno.

## Biografia
Anche il fratello Rok è stato un giocatore di calcio a 5: insieme hanno giocato nel Dobovec e nella nazionale slovena.

## Carriera

### Club
Entrato nel settore giovanile del Dobovec, Mordej è entrato in prima squadra all'età di 15 anni , affermandosi ben presto come portiere titolare. Nell'estate del 2013 viene acquistato insieme al connazionale Dejan Bizjak dalla formazione francese del Tolone Elite. Nella stagione seguente si accasa al Palmanova militante nel campionato italiano di Serie B, con cui gioca per alcuni mesi prima di ritornare al Dobovec.

### Nazionale
Dopo l'esordio avvenuto il 23 febbraio 2010, Mordej è entrato stabilmente nel giro della nazionale slovena con cui ha preso parte a tre edizioni del campionato europeo.